# Armenischer Fußballpokal 2016/17
Der armenische Fußballpokal 2016/17 war die 26. Austragung des Pokalwettbewerbs in Armenien.
Qualifiziert waren die sechs Mannschaften aus der Bardsragujn chumb 2016/17 sowie SC Erebuni Jerewan und FC Kotajk Abowjan aus der Aradschin chumb 2016/17. Während Erebuni zu den ersten beiden Begegnungen nicht antrat, trat Kotajk nur im Hinspiel an. Der FC Schirak Gjumri gewann zum zweiten Mal den Pokal. Im Endspiel wurde der FC Pjunik Jerewan mit 3:0 besiegt.

## Modus
Der Pokal wurde in drei Runden ausgetragen. Bis zum Halbfinale wurden die Sieger in Hin- und Rückspiel ermittelt. Bei Torgleichstand entschied zunächst die Anzahl der Auswärts erzielten Tore, danach eine Verlängerung, wurde in dieser nach zweimal 15 Minuten keine Entscheidung erreicht, folgte ein Elfmeterschießen, bis der Sieger ermittelt war. Das Finale wurde in einem Spiel in Jerewan ausgetragen.

## Viertelfinale
| Datum             |                       | Gesamt    |                    | Hinspiel | Rückspiel |
| ----------------- | --------------------- | --------- | ------------------ | -------- | --------- |
| 21.09./18.10.2016 | FA Ararat Jerewan     | (a)2:2(a) | FC Banants Jerewan | 1:2      | 1:0       |
| 21.09./19.10.2016 | FC Alaschkert Martuni | 1:3       | FC Pjunik Jerewan  | 1:2      | 0:1       |
| 22.09./19.10.2016 | FC Kotajk Abowjan     | 0:3       | FC Schirak Gjumri  | 0:0      | 00:3 1    |
| 09.10./18.10.2016 | Gandsassar Kapan      | 6:0       | SC Erebuni Jerewan | 03:0 1   | 03:0 1    |

## Halbfinale
| Datum             |                   | Gesamt |                    | Hinspiel | Rückspiel |
| ----------------- | ----------------- | ------ | ------------------ | -------- | --------- |
| 11.04./25.04.2017 | FC Pjunik Jerewan | 3:1    | FC Banants Jerewan | 2:1      | 1:0       |
| 12.04./26.04.2017 | Gandsassar Kapan  | 1:2    | FC Schirak Gjumri  | 0:1      | 1:1       |

## Finale
| FC Schirak Gjumri                                                    | FC Schirak Gjumri | FC Pjunik Jerewan | FC Pjunik Jerewan |
| -------------------------------------------------------------------- | --- | --- | ----------------- |
| FC Schirak Gjumri                                                    | \| 24. Mai 2017 in Jerewan (Wasken Sarkissjan Republikanisches Stadion) \| \| Ergebnis: 3:0 (3:0) \| \| Zuschauer: 2.000 \| \| Schiedsrichter: Sawen Howhannisjan \| | \| 24. Mai 2017 in Jerewan (Wasken Sarkissjan Republikanisches Stadion) \| \| Ergebnis: 3:0 (3:0) \| \| Zuschauer: 2.000 \| \| Schiedsrichter: Sawen Howhannisjan \| | FC Pjunik Jerewan |
| FC Schirak Gjumri                                                    | Wsewolod Ermakow – Geworg Howhannisjan, Aghwan Dawojan (74. Artjom Mikaeljan), Marko Prljević, Robert Darbinjan – Rumjan Howsepjan (87. Mohamed Kaba), Ghukas Poghosjan (64. Wiulen Ajwasjan), Solomon Udo, Moussa Paul Bakayoko – Wahan Bitschachtschjan, Kyrian Nwabueze. Cheftrainer: Wardan Bitschachtschjan | Walerij Woskonjan – Aram Schachnasarjan, Serob Grigorjan, Armen Manutscharjan, Artur Kartaschjan – Alik Arakeljan (71. Erik Petrosjan), Narek Aslanjan (55. Erik Wardanjan), Wahagn Hajrapetjan, Petros Awetisjan (71. Armen Nahapetjan) – Geworg Arutjunjan, Warden Poghosjan. Cheftrainer: Artak Osejan | FC Pjunik Jerewan |
| FC Schirak Gjumri                                                    | 1:0 Kyrian Nwabueze (6.) 2:0 Wahan Bitschachtschjan (28.) 3:0 Kyrian Nwabueze (38.) | | FC Pjunik Jerewan |
| FC Schirak Gjumri                                                    | Wiulen Ajwasjan | Wardan Poghosjan | FC Pjunik Jerewan |
| 24. Mai 2017 in Jerewan (Wasken Sarkissjan Republikanisches Stadion) | | |                   |
| Ergebnis: 3:0 (3:0)                                                  | | |                   |
| Zuschauer: 2.000                                                     | | |                   |
| Schiedsrichter: Sawen Howhannisjan                                   | | |                   |